# 覚助 (僧)
覚助（かくじょ、長和2年（1013年）- 康平6年11月11日（1063年12月3日））は、平安時代中期の天台宗の僧。父は左京大夫藤原道雅。
園城寺（三井寺）で行円・心誉に師事して密教を学び、花王院に住した。大納言源経長の妻の病気平癒を祈願して霊験があったとされ、また花王院で冷泉を湧かせて法泉房と称されたと伝えられている。晩年の康平5年（1062年）に四天王寺別当に就任している。